# Forte San Sebastian
Forte San Sebastian è una fortezza collocata a Shama ed è la terza più antica fortificazione dello stato del Ghana.

## Storia
Il forte venne costruito dai portoghesi dal 1520 al 1526 come avamposto commerciale e rimase nelle loro mani sino a quando non venne conquistato dalla Compagnia olandese delle Indie occidentali nel 1642. L'originale scopo di costruzione del forte era quello di servire da deterrente ai marinai inglesi che avessero tentato di intervenire nei commerci portoghesi a Shama. Il primo professore di colore di un'università europea, Anton Wilhelm Amo, si trova ancora oggi sepolto nel cimitero del forte. Il forte venne ceduto con l'intera Costa d'Oro olandese al Regno Unito nel 1872.
Al tempo della tratta atlantica degli schiavi, gli schiavi rapiti in Africa venivano imprigionati a Forte San Sebastian attendendo di essere portati poi in Nord America.

## Galleria d'immagini

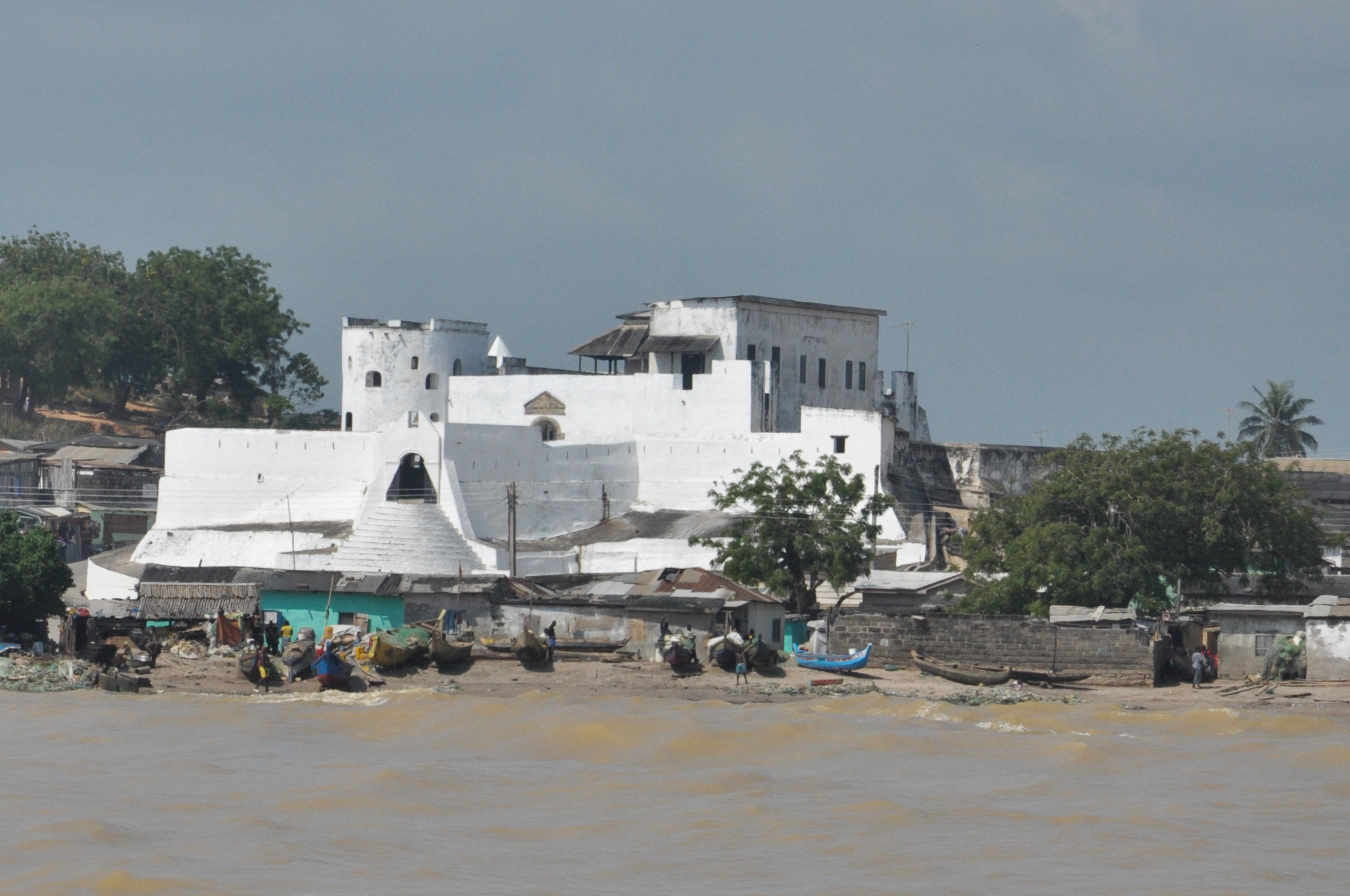
Veduta del Forte San Sebastian
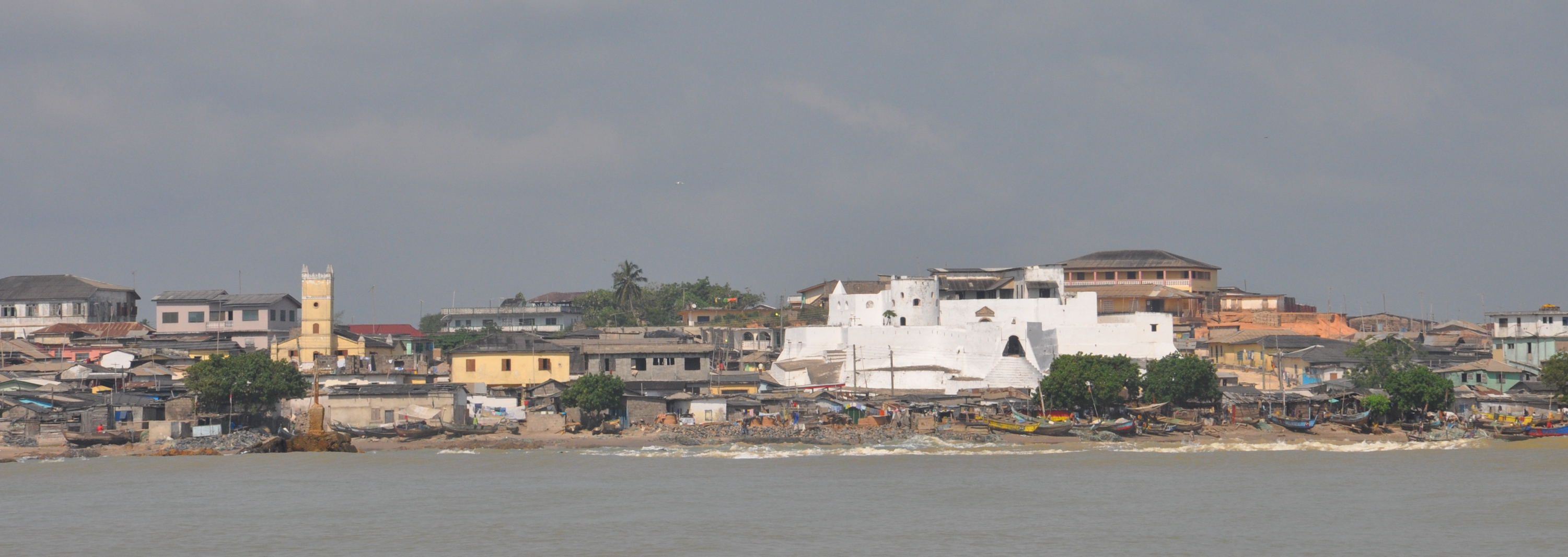
Veduta del forte dal porto
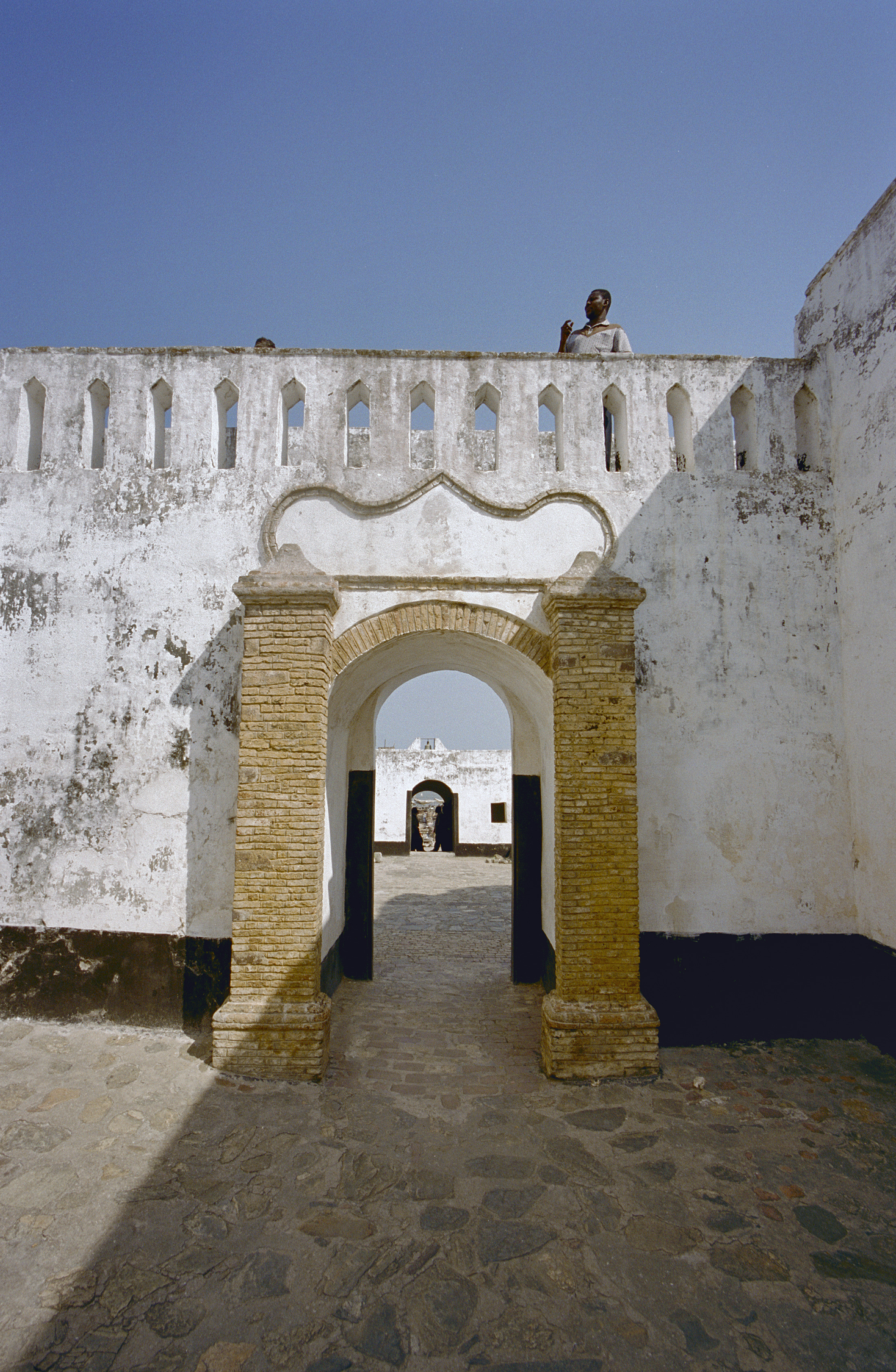
Veduta del cancello d'ingresso al forte
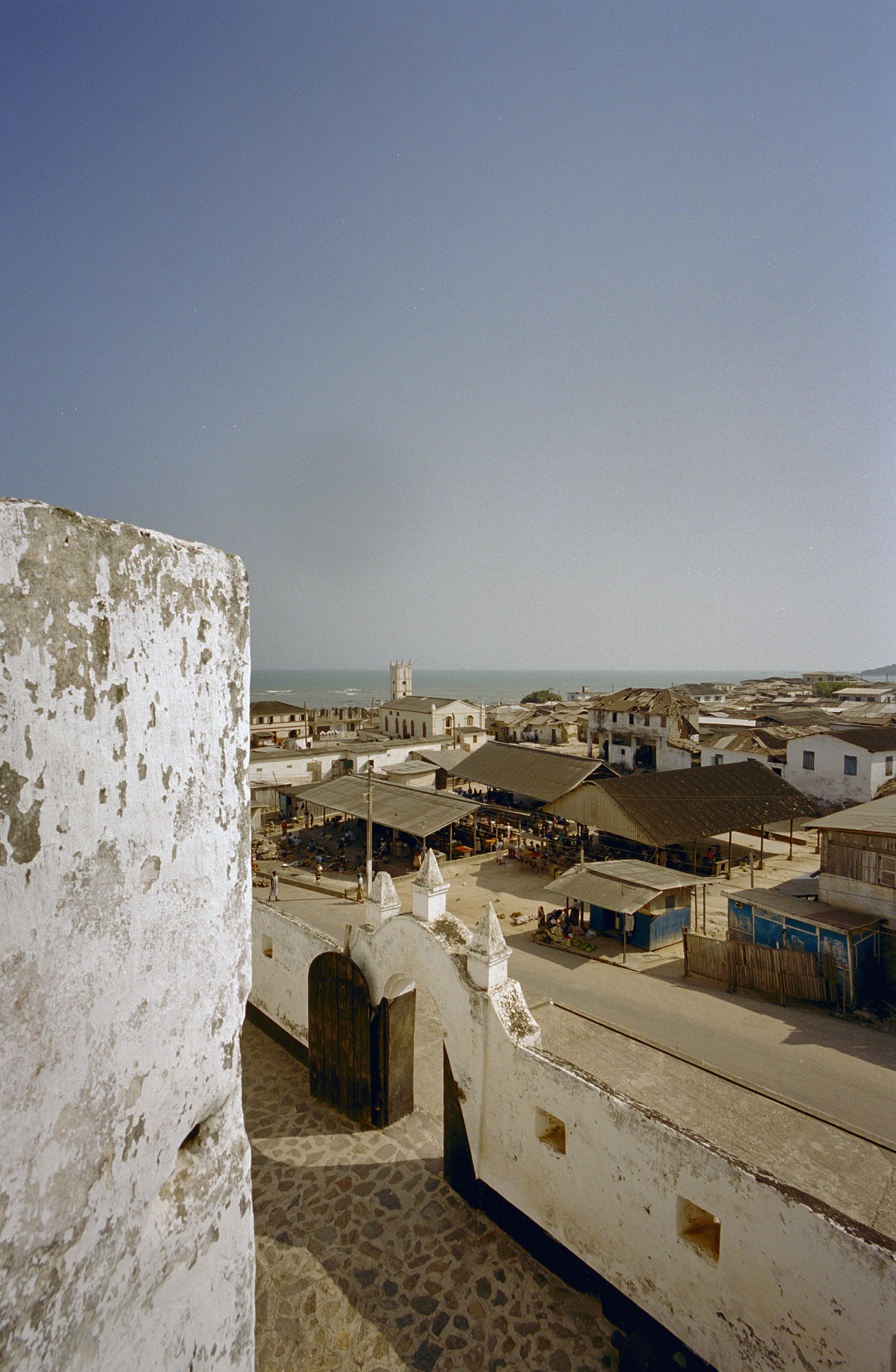
Veduta della città di Shama dal forte
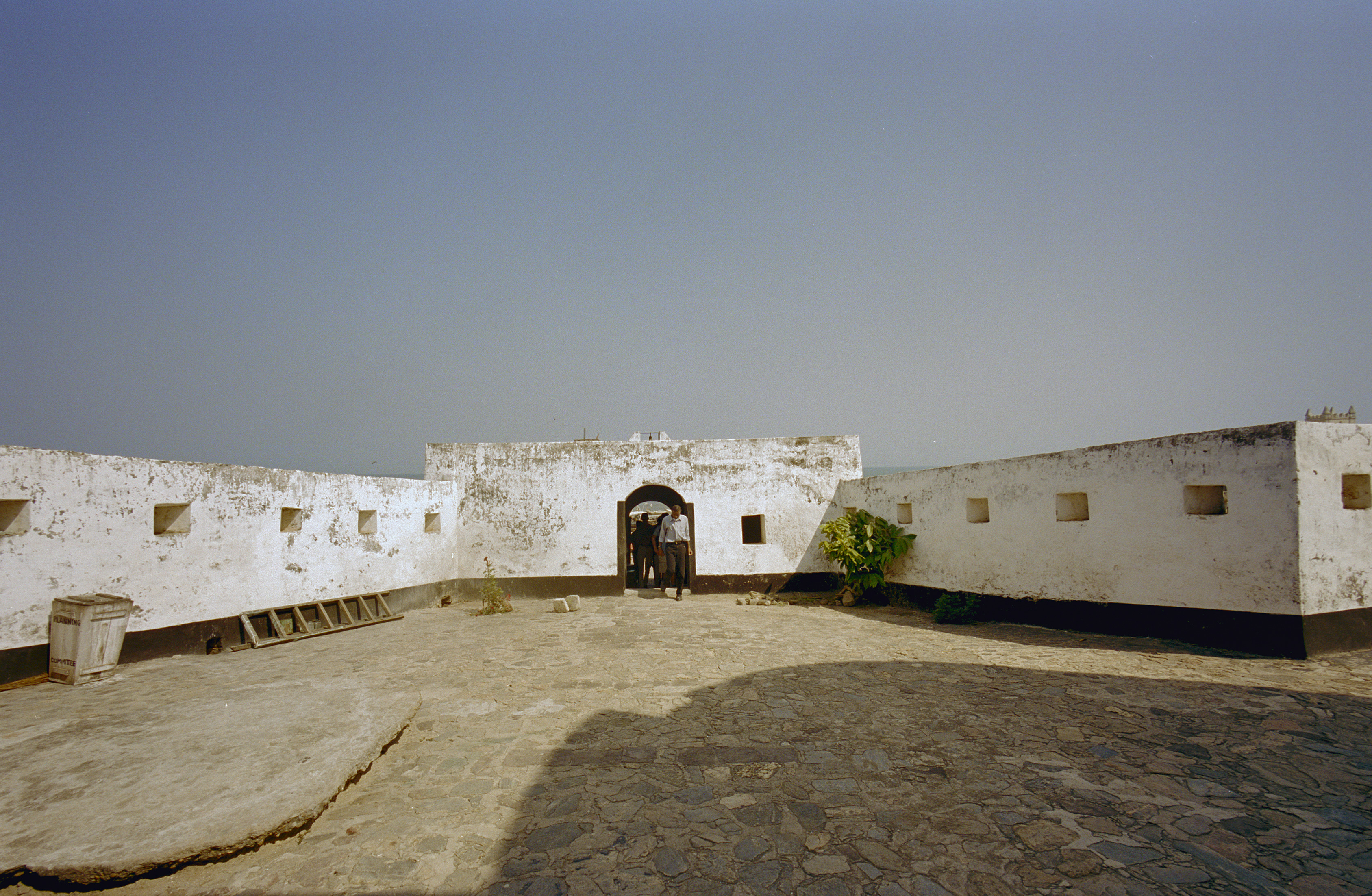
Parte del fronte del forte